# Шепард, Фрэнсис Паркер
Фрэнсис Паркер Шепард (англ. Francis Parker Shepard; 10 мая 1897, Марблхед, Массачусетс — 25 апреля 1985) — американский геолог, седиментолог, педагог, доктор философии (1922). Один из основателей современной морской геологии.

## Биография
В 1919 году окончил Гарвардский университет. Ученик Реджиналда Олдуорта Дейли. Во время Первой Мировой войны служил в ВМФ США.
В 1922 году получил докторскую степень в Чикагском университете. Тогда же стал преподавателем геологии в Университете Иллинойса. С 1939 года — профессор геологии в Иллинойсского университета, с 1942 года работал в Океанографическом институте Скриппса в Ла-Холье (Калифорнийский университет Сан-Диего) и научных учреждениях ВМС США. Исследуя распределение отложений на шельфе Новой Англии, нашел доказательства роли изменения уровня моря в эволюции шельфов.
Во время Второй мировой войны снова работал на ВМС США, где его опыт и знание морского дна использовались для помощи подводным лодкам.
В 1951‒1958 годах руководил многолетними исследованиями осадков Мексиканского залива, проводимыми Американским нефтяным институтом.
В 1958—1963 годах — Президент международной ассоциации седиментологов.
Изучал Осадочные горные породы, Подводные каньоны и рельефы океанского дна.

## Избранные сочинения
- Recent sediments, northwest Gulf of Mexico, Tulsa, 1960 (В соавт.);
- Our changing coastlines, N. Y., 1971 (в соавт.);
- в рус. пер.‒ Земля под морем, М., 1964;
- Подводные морские каньоны, Л., 1972 (совм. с Р. Диллом);
- Морская геология, 3 изд., Л., 1976.

## Награды
- Медаль Волластона (1966)
- Медаль Сорби Международной ассоциации седиментологов (1978)

## Память
- С 1967 года Общество осадочной геологии присуждает медаль Фрэнсиса П. Шепарда в области морской геологии в знак признания «Выдающихся достижений в области морской геологии».